# Bayerische Sterndolde
Die Pflanzenart Bayerische Sterndolde (Astrantia bavarica) gehört zur Gattung Sterndolde (Astrantia) innerhalb der Familie der Doldenblütler (Apiaceae).

## Beschreibung

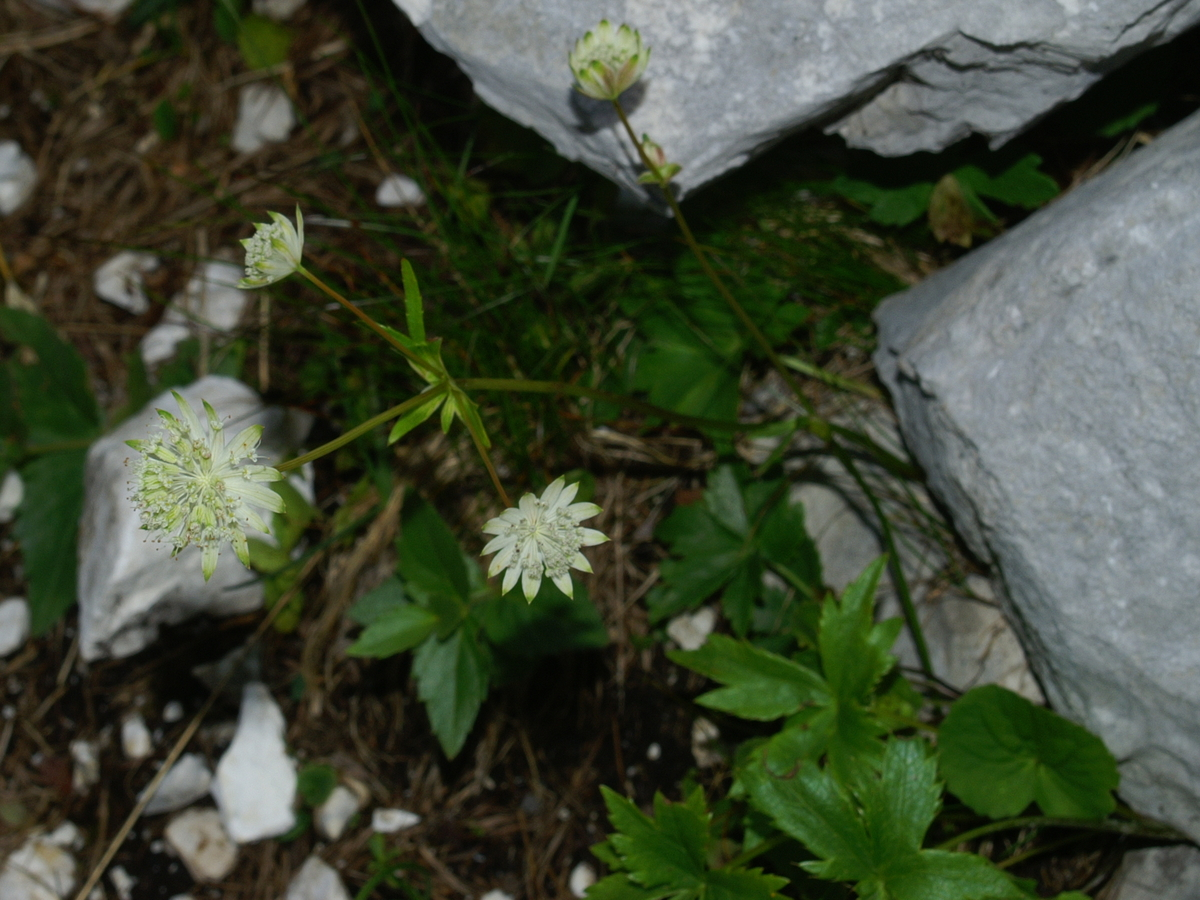
Habitus

### Vegetative Merkmale
Die Bayerische Sterndolde wächst als sommergrüne, ausdauernde krautige Pflanze und erreicht Wuchshöhen von 20 bis 50 Zentimetern. An einem Pflanzenexemplar befinden sich ein oder mehrere Stängel, sie sind schlank, einfach oder oben wenig verzweigt und sehr entfernt beblättert.
Die grundständigen und am Stängel verteilt angeordneten Laubblätter sind in Blattstiel und -spreite gegliedert. Bei den 3 bis 10 Zentimeter lang gestielten Grundblätter sind die Blattspreiten handförmig fünf-, selten bis siebenteilig und der Blattrand ist ungleichmäßig doppelt eingeschnitten-gesägt. Ihre drei mittleren, fast freien Blattabschnitte sind bei einer Länge von 2 bis 3 Zentimetern sowie bei einer Breite von 8 bis 10 Millimetern eiförmig-länglich, verkehrt-lanzettlich oder verkehrt-eiförmig. Die Stängelblätter sind kurz gestielt oder fast sitzend und dreispaltig.

### Generative Merkmale
Die Blütezeit erstreckt sich von Juni bis August. Der endständige, doldige Blütenstand besitzt samt Hülle einen Durchmesser von 1 bis 1,5, selten bis zu 2,5 Zentimetern. Die 10 bis 15 dünnen, häutigen und weißen Hüllblätter sind 8 bis 15 Millimeter lang, 2 bis 2,5 Millimeter breit und deutlich länger als die Dolde. Die Blütenstiele sind 5 bis 8 Millimeter lang und fein papillös.
Die Blüten sind fünfzählig mit doppelter Blütenhülle. Die Kelchblätter sind mit einer Länge von 0,7 bis 1 Millimetern nicht oder nur wenig länger als die Blütenkronblätter und eiförmig-lanzettlich mit stumpfem oder kaum stachelspitzigem oberen Ende. Bei den zwittrigen Blüten sind die Kelch- und Kronblätter breiter als bei den männlichen Blüten. Die Kronblätter sind bei einer Länge von etwa 1 Millimeter breit-keilförmig und  gefaltet; ihr eingeschlagener Kronlappen ist allmählich zugespitzt und sehr spitz.
Die Doppelachäne ist 3 bis 5 Millimeter lang.

### Chromosomensatz
Die Chromosomengrundzahl beträgt x = 7; es liegt Diploidie mit einer Chromosomenzahl von 2n = 14 vor.

## Ökologie
Die Bayerische Sterndolde ist ein Hemikryptophyt.

## Vorkommen und Gefährdung
Die Hauptverbreitung nach Oberdorfer ist präalpid. Die Bayerische Sterndolde kommt im montan-subalpinen Laub- und Nadelwaldgebiet der europäischen Hochgebirge vor. Fundorte gibt es in Deutschland, Österreich, Liechtenstein, Italien und im früheren Jugoslawien. In den Nördlichen Kalkalpen vom Karwendel an östlich in den Nordtiroler Alpen bis zum Inn, in den südlichen Kalkalpen in der Steiermark tritt sie selten, aber örtlich in kleineren Beständen auf. Sie kommt in den Karnischen Alpen und den Karawanken vor. Insgesamt gedeiht sie in Höhenlagen von 1000 bis 2300 Metern.
Die Bayerische Sterndolde braucht kalk- und humushaltige Lehmböden. Sie besiedelt Bergwiesen und grasige Stellen in lichten Legföhrenbeständen sowie in Hochstaudenfluren. Sie ist eine Seslerietalia-Ordnungscharakterart, kommt aber auch in Pflanzengesellschaften der Verbände Poion alpinae, Nardion oder Adenostylion vor.
Die Rote Liste der gefährdeten Arten Bayern 2003 stuft die Bayerische Sterndolde als „sehr selten“ ein. Innerhalb Deutschlands trägt Bayern die Alleinverantwortung für die Erhaltung dieser Art. Nach der Roten Liste Deutschland 1996 gilt die Bayerische Sterndolde als ungefährdet.

## Taxonomie
Die Erstbeschreibung von Astrantia bavarica erfolgte 1858 durch Friedrich Wilhelm Schultz in Flora, Band 41, S. 161.